# Рубашка

Современная классическая мужская сорочка

Руба́шка (уменьшит., руба́ха, от рус. руб, руби́ть, также верхняя сорочка или классическая сорочка) — вид одежды, относящийся к верхнему нательному белью. Исторически рубашка относится именно к нательному белью, однако с 1960-х годов может носиться самостоятельно, не покрываясь иной одеждой.

## История рубашки

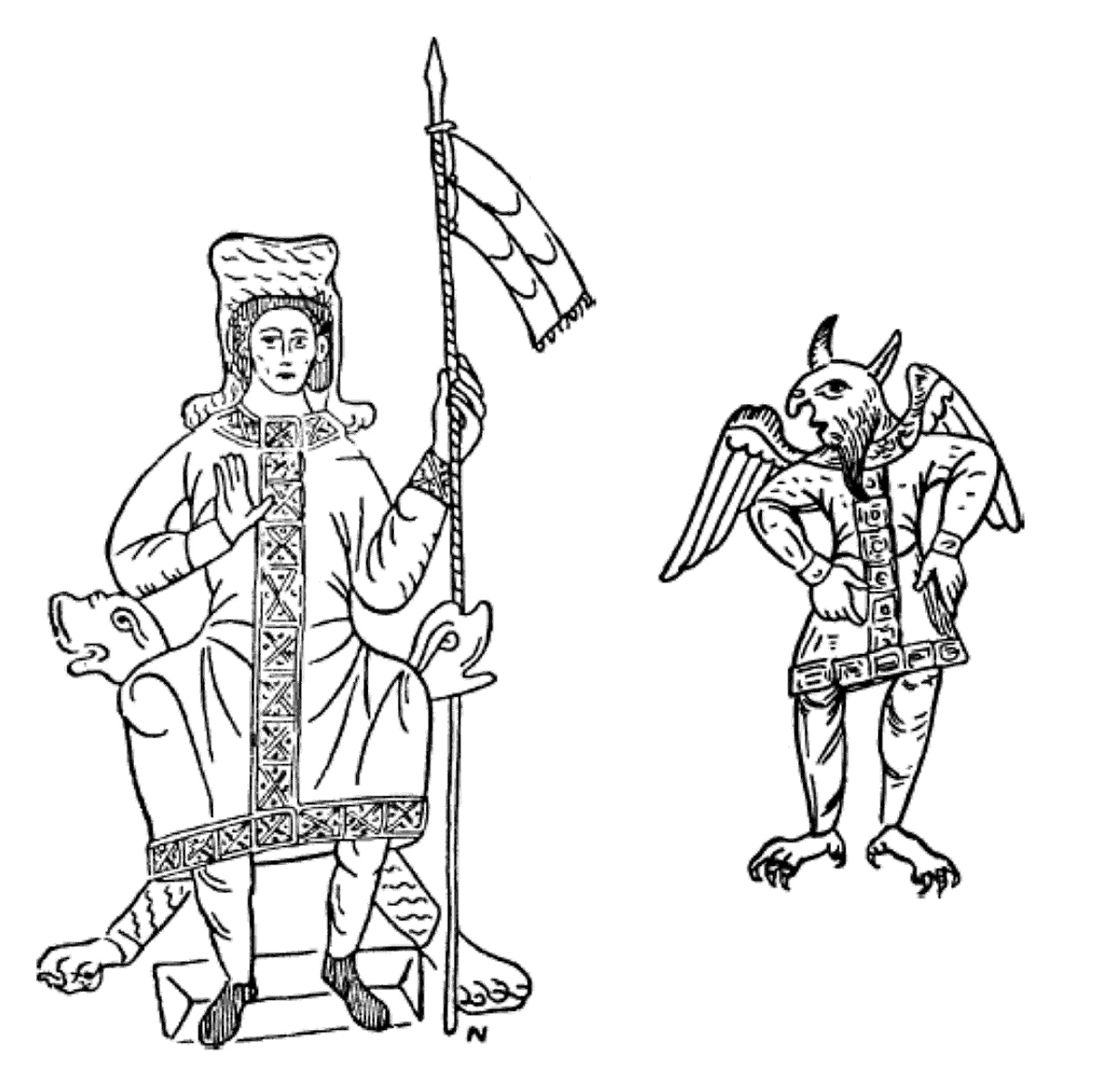
Святой Вацлав и дьявол в расшитых рубахах из Вышеградского кодекса, XI век

Только в эпоху Возрождения рубашка стала важнейшим компонентом и мужской, и женской одежды. В это время на лифах женских платьев, на мужских дублетах и на рукавах делают многочисленные разрезы, сквозь которые рубашки выступают в виде буфов (т.н. буйоне). Ворот рубашки также выступает из-под верхней одежды, поэтому его украшают густыми сборками, вышивкой, узорчатой тесьмой, обшивают кружевом. В XVI веке появляется и становится одним из важнейших декоративных элементов западноевропейского мужского и женского костюма сборчатый воротник, достигающий к концу столетия огромных размеров (т. н. горгера, или «мельничный жёрнов»). В XVII веке воротник и манжеты рубашки становятся гладкими, но по-прежнему обшиваются кружевами или делаются целиком кружевными.
В начале XIX века популярностью пользовался стоячий воротник-отцеубийца с острыми концами на мужской рубашке. Повторно мода на него вернулась в 1910—1913 годах. Сегодня такой воротник встречается и в женской одежде.

## Покрой
Рубашка, как правило, состоит из воротника, полочек, спинки, кокетки, рукавов, ластовицы (треугольный кусок ткани, вшитый у основания рукава, между полочкой и спинкой). Различают рубашки с коротким (до локтя) и длинным (до запястья) рукавом.
Среди рубашек с длинным рукавом различают рубашки с манжетой под пуговицы и рубашки с манжетами под запонки.
Большинство рубашек имеют одиночный карман на левой стороне, а предназначенные для повседневного ношения (неофициальные) могут иметь дополнительно и карман на правой стороне, наличие клапана на котором, в свою очередь, придаёт рубашке ещё менее официальный вид.

## Типы рубашек
- Традиционная рубаха

Рубаха-косоворотка

- Классическая мужская рубашка (сорочка верхняя)
- Нижняя рубашка
- Косоворотка
- Поло (рубашка)
- Гавайская рубашка
- Блузка
- Гимнастёрка
- Ночная рубашка
- Бенгальская белая рубашка — носится бенгальскими женщинами
- Солдатская рубашка